# Sequenza sismica del Centro Italia del 2016-2017
La sequenza sismica del Centro Italia del 2016-2017, definita dall'INGV sequenza sismica Amatrice-Norcia-Visso, ha avuto inizio ad agosto 2016 con epicentri situati tra i Monti Sibillini, l'alta Valle del Tronto, i Monti della Laga e i Monti dell'Alto Aterno.
La prima forte scossa si è avuta il 24 agosto 2016, alle ore 3:36 e ha avuto una magnitudo di 6,0, con epicentro situato lungo la Valle del Tronto, tra i comuni di Accumoli (RI) e Arquata del Tronto (AP). Due potenti repliche sono avvenute il 26 ottobre 2016 con epicentri al confine umbro-marchigiano, tra i comuni della provincia di Macerata di Visso, Ussita e Castelsantangelo sul Nera (la prima scossa alle 19:11 con magnitudo 5,4 e la seconda alle 21:18 con magnitudo 5,9).
Il 30 ottobre 2016 è stata registrata la scossa più forte, di magnitudo momento 6.5 con epicentro tra i comuni di Norcia e Preci, in provincia di Perugia. Il 18 gennaio 2017 è avvenuta una nuova sequenza di quattro forti scosse di magnitudo superiore a 5, con massima pari a 5,5 ed epicentri localizzati tra i comuni aquilani di Montereale, Capitignano e Cagnano Amiterno. Questo insieme di eventi provocò in tutto circa 41 000 sfollati, 388 feriti e 303 morti, dei quali 4 morirono per via indiretta (causa infarto per lo spavento).

## Precedenti
L'8 ottobre 1639 alle 07:30 Amatrice fu quasi interamente distrutta da un violento terremoto di simile intensità (magnitudo 6.2), con centinaia di morti. Altri sismi, di minore intensità, avvennero ad Amatrice nel 1672, 1703, 1859 e 1883. La città di Accumoli fu colpita dal terremoto nel 1627, 1703, 1730 e 1883.

## Eventi sismici

### Il sisma del 24 agosto 2016
La prima scossa è avvenuta alle ore 3:36:32 (UTC+2) del 24 agosto 2016, con epicentro nel comune di Accumoli e ipocentro alla profondità di 8 km. La durata è stata di 15-20 secondi. Per quanto concerne l'accelerazione del suolo, nota come peak ground acceleration, si sono registrati valori di 0,45 g, con un picco massimo di 0,86 g registrato nella sola Amatrice (il che ha amplificato la violenza del sisma e aggravato i danni al patrimonio edilizio). Durante la notte sono state registrate numerose scosse nella zona norcina e in quella reatina, tra queste, varie superiori ai 4 gradi. Alle ore 4:33:29 (UTC+2) una scossa di magnitudo momento 5,3 è stata registrata a Norcia in provincia di Perugia. Nei comuni di Amatrice  e Arquata del Tronto si sono raggiunti danni pari al X grado Scala macrosismica europea (EMS).
Il sisma e le scosse di replica sono state avvertite in gran parte dell'Italia centrale e in parte dell'Italia settentrionale, incluse Ascoli Piceno, Terni, Roma, Teramo, Pescara, Chieti, Napoli, Foggia, Campobasso, Benevento, Ancona, Pesaro e Urbino, Firenze, Piacenza, Perugia, Bologna e addirittura Trento, Bolzano e Gorizia. La zona dell'evento sismico si trova in un'area sismologica molto attiva dell'Italia che comprende anche L'Aquila, dove il terremoto del 6 aprile 2009 (Mw 6,3) provocò oltre 300 morti e circa 65 000 sfollati, oltre alle Marche e all'Umbria stessa, che subirono il terremoto del 26 settembre 1997 (Mw 6,0).

#### Analisi geo-sismologica
Le osservazioni e le analisi preliminari elaborate dall'INGV attraverso rilevazioni sismologiche geodetiche e geologiche e sulla scorta delle informazioni scientifiche dei processi sismogenetici e della storicità sismica dell'area hanno permesso una prima interpretazione dell'evento.
In particolare emerge chiaramente l'orientamento NNO-SSE della struttura sismogenetica, che si estende in maniera congrua con l'orientamento della catena appenninica, per circa 25-30 km di lunghezza e per circa 10-12 km di larghezza tra i comuni di Norcia e Amatrice, interessando una fascia crostale che si estende dalla superficie alla profondità di 10 km.
L'area sismogenetica, sempre secondo le osservazioni dell'INGV, sarebbe caratterizzata dalla presenza di diversi segmenti di faglia con elevata complessità strutturale. La scossa principale avrebbe causato una rottura di un segmento di faglia orientato in direzione NNO-SSE e immergente verso SO. La rottura generata in corrispondenza della città di Accumoli sembrerebbe essersi propagata in direzioni opposte verso Amatrice (direzione S-SE) e verso Norcia (direzione N-NO). Non sarebbe ancora chiaro se esista continuità tra le due parti di faglia, ovvero se la rottura abbia interessato due segmenti distinti e tra loro separati. L'analisi della sismicità nel settore a NO (in corrispondenza dei comuni di Accumoli e Norcia) parrebbe confermare l'ipotesi dell'attivazione di diversi segmenti di faglia come conseguenza dell'evento sismico principale.
Già dalla mattina del 24 agosto, a seguito dei primi rilievi sul territorio condotti da INGV, sono state scoperte e cartografate alcune fratture superficiali (effetti cosismici) che mostrano una continuità per almeno 1,8 km sul versante del Monte Vettore. Il massimo della deformazione cosismica parrebbe essere riscontrato nei pressi di Accumoli.
L'andamento delle repliche, secondo quanto riportato nel primo documento di analisi sismologica dell'INGV, parrebbe dimostrare l'attivazione del segmento di faglia del Monte Vettore e di diverse strutture antitetiche immergenti verso NE, con interessamento del sistema di faglie dei Monti della Laga, già attivato durante la sequenza del terremoto dell'Aquila del 2009.
Secondo i dati elaborati da INGV, ottenuti anche tramite rilevazioni satellitari, lo spostamento della faglia alle 03:36 del 24 agosto avrebbe causato, a livello di superficie, un abbassamento del terreno di 15-20 cm, lungo un'ampia fascia di territorio allungata e parallela alla direzione della faglia. Sui due lati di rottura del piano di faglia lo scorrimento dei due lembi di crosta terrestre, secondo le rilevazioni effettuate e i modelli 3D elaborati da INGV, sarebbe compreso tra 0 e 1,3 metri.

### Il sisma del 26 ottobre 2016
Il 26 ottobre 2016, alle ore 19:11:36 (UTC+2) una nuova forte scossa di magnitudo momento 5,4 è stata registrata nel comune di Castelsantangelo sul Nera (provincia di Macerata), seguita da una ancora più intensa di magnitudo momento 5.9 alle ore 21:18:05 (UTC+2) con epicentro nel comune di Ussita. Le due scosse, durate circa 30 secondi, hanno provocato innumerevoli crolli e diversi feriti lievi. A Tolentino, un anziano è morto colpito da infarto. Sono seguite una serie di scosse, le più forti di magnitudo compreso tra 3,0 e 4,5.

### Il sisma del 30 ottobre 2016
Il 30 ottobre, alle 07:40 (UTC+1), si è verificata una scossa di magnitudo momento 6,5, percepita in gran parte della penisola italiana, in Austria (nella regione di Salisburgo e in Carinzia) e sulle coste balcaniche, risultando la più forte scossa di terremoto in Italia dal sisma dell'Irpinia del 1980. Il sisma si è originato a 9,4 chilometri di profondità, con epicentro in provincia di Perugia tra i paesi di Norcia, Preci e Castelsantangelo sul Nera. In questo caso, i valori relativi all'accelerazione del suolo sono stati di 0,48 g, con picchi massimi di 0,76 g registrati ad Arquata del Tronto (anche se valori così elevati possono essere riconducibili a effetti secondari, come cadute di oggetti o crolli). Si sono registrati diversi crolli ma nessuna vittima. In seguito si sono verificate repliche di magnitudo compresa tra 3,5 e 4,8. A Norcia sono crollate la basilica di San Benedetto e la concattedrale di Santa Maria Argentea; la frazione Castelluccio di Norcia – con circa il 60% delle case crollate – è stata ampiamente distrutta. In seguito a questa nuova forte scossa e in aggiunta al sisma di magnitudo 5,9 del 26 ottobre, i danni riportati dai comuni di Amatrice  e Arquata del Tronto hanno raggiunto, cumulativamente, l'XI grado della Scala macrosismica europea.
Il sisma ha provocato uno spostamento di due lobi: uno verso est di 40 cm nell'area di Montegallo e l'altro verso ovest di 30 cm nella zona di Norcia. La scossa del 30 ottobre ha prodotto non trascurabili effetti idrogeologici nella zona: la portata del fiume Nera è notevolmente aumentata mentre nei pressi di Norcia il torrente Torbidone è riemerso, tornando a scorrere dopo decenni di assenza nella piana di Santa Scolastica. Nel fermano si sono formati dei vulcanelli di fango. Sul Monte Vettore si è aperta un'enorme spaccatura causando una frana.

### Il sisma del 18 gennaio 2017
Il 18 gennaio del 2017 si sono verificate quattro scosse molto intense in un arco di tempo poco superiore alle quattro ore: la prima alle 10:25 di magnitudo 5,1 con epicentro a Montereale; la seconda di magnitudo 5,5 alle 11:14 con epicentro a Capitignano; la terza alle 11:25 di 5,4 con epicentro a Pizzoli; la quarta di magnitudo 5,0 alle 14:33 con epicentro a Cagnano Amiterno. Queste nuove scosse hanno coinvolto tutti i paesi già colpiti dagli scorsi eventi sismici dell'Abruzzo, delle Marche, del Lazio e in parte dell'Umbria.
Ad Amatrice, simbolo del terremoto del 24 agosto, è crollato il campanile della chiesa di Sant'Agostino. I danni hanno soprattutto colpito le province di Ascoli Piceno, Teramo, L'Aquila e Rieti. La situazione è stata notevolmente complicata dalla violenta ondata di freddo che perdurava già da inizio mese, con abbondantissime nevicate e accumuli superiori al metro e mezzo; i soccorsi hanno avuto moltissime difficoltà a raggiungere le popolazioni nuovamente colpite e molte persone non sono state in grado di uscire da casa in seguito alle scosse. Le scosse sono state avvertite anche a Terni, Perugia, Roma, Viterbo, Pescara, Chieti, Ancona, Firenze, Arezzo, Napoli, Avellino, Sora, Isernia e Termoli.
Non si può escludere una correlazione, anche se non vi sono prove certe, con una valanga che si è prodotta nelle ore seguenti il sisma e che alle 17:40 circa si è abbattuta sull'Hotel Rigopiano a Farindola, in provincia di Pescara, distruggendolo e intrappolando 40 persone al suo interno. Le operazioni di soccorso, iniziatesi nella notte tra il 18 e il 19 gennaio, si sono protratte per una settimana. Il numero definitivo è di 11 sopravvissuti (di cui 2 scampati alla valanga e 9 estratti vivi) e 29 morti.

### Sequenza delle scosse
Di seguito, la lista dettagliata delle scosse telluriche registrate dal 24 agosto 2016, escludendo quelle di magnitudo inferiore a 4,5; le scosse più forti (di magnitudo maggiore o uguale a 5,0) sono evidenziate in blu.
| Data             | Ora locale (CEST/CET) | Magnitudo momento | Profondità ipocentro | Epicentro                 | Epicentro  | Epicentro   |
| Data             | Ora locale (CEST/CET) | Magnitudo momento | Profondità ipocentro | Comune                    | Latitudine | Longitudine |
| ---------------- | --------------------- | ----------------- | -------------------- | ------------------------- | ---------- | ----------- |
| 24 agosto 2016   | 03:36:32              | 6,0               | 8 km                 | Accumoli                  | 42,70 N    | 13,23 E     |
| 24 agosto 2016   | 03:37:26              | 4,5               | 9 km                 | Accumoli                  | 42,71 N    | 13,25 E     |
| 24 agosto 2016   | 04:33:28              | 5,3               | 8 km                 | Norcia                    | 42,79 N    | 13,15 E     |
| 24 agosto 2016   | 13:50:30              | 4,5               | 10 km                | Norcia                    | 42,82 N    | 13,16 E     |
| 26 agosto 2016   | 06:28:25              | 4,8               | 9 km                 | Amatrice                  | 42,61 N    | 13,29 E     |
| 26 ottobre 2016  | 19:10:36              | 5,4               | 9 km                 | Castelsantangelo sul Nera | 42,88 N    | 13,13 E     |
| 26 ottobre 2016  | 21:18:05              | 5,9               | 8 km                 | Ussita                    | 42,91 N    | 13,13 E     |
| 26 ottobre 2016  | 23:42:01              | 4,5               | 10 km                | Castelsantangelo sul Nera | 42,86 N    | 13,12 E     |
| 30 ottobre 2016  | 07:40:17              | 6,5               | 9 km                 | Norcia                    | 42,83 N    | 13,11 E     |
| 30 ottobre 2016  | 07:44:00              | 4,6               | 10 km                | Norcia                    | 42,85 N    | 13,07 E     |
| 30 ottobre 2016  | 08:13:00              | 4,5               | 10,8 km              | Accumoli                  | 42,69 N    | 13,23 E     |
| 30 ottobre 2016  | 13:07:00              | 4,5               | 10 km                | Preci                     | 42,84 N    | 13,08 E     |
| 1º novembre 2016 | 08:56:40              | 4,8               | 8 km                 | Acquacanina               | 42,99 N    | 13,13 E     |
| 3 novembre 2016  | 01:35:01              | 4,7               | 8 km                 | Pieve Torina              | 43,03 N    | 13,05 E     |
| 18 gennaio 2017  | 10:25:40              | 5,1               | 10 km                | Montereale                | 42,55 N    | 13,28 E     |
| 18 gennaio 2017  | 11:14:09              | 5,5               | 10 km                | Capitignano               | 42,53 N    | 13,28 E     |
| 18 gennaio 2017  | 11:15:33              | 4,7               | 9 km                 | Capitignano               | 42,53 N    | 13,29 E     |
| 18 gennaio 2017  | 11:16:39              | 4,6               | 8 km                 | Capitignano               | 42,54 N    | 13,27 E     |
| 18 gennaio 2017  | 11:25:23              | 5,4               | 9 km                 | Pizzoli                   | 42,50 N    | 13,28 E     |
| 18 gennaio 2017  | 14:33:36              | 5,0               | 10 km                | Cagnano Amiterno          | 42,47 N    | 13,28 E     |
| 10 aprile 2018   | 05:11:30              | 4,6               | 9 km                 | Muccia                    | 43,07 N    | 13,04 E     |

In base ai dati rilasciati dall'INGV sulla sequenza sismica che ha interessato l'Italia centrale, il numero di eventi registrati dal 24 agosto 2016 al 28 aprile 2017 è stato di circa 65 500 (di cui 3 500 con magnitudo uguale o superiore a 2,5), superando di gran lunga il numero medio di terremoti che si verificano in un anno in Italia, pari a circa 1 700/2 500 eventi di magnitudo uguale o superiore a 2,5.

## Danni e vittime

### Sisma del 24 agosto 2016
| Nazionalità persone | Morti | Feriti |
| ------------------- | ----- | ------ |
| Italia              | 280   | 370    |
| Romania             | 11    | 6      |
| Regno Unito         | 3     | 2      |
| Afghanistan         | 1     |        |
| Albania             | 1     | 7      |
| Canada              | 1     | 1      |
| El Salvador         | 1     | 1      |
| Spagna              | 1     |        |
| Totale              | 299   | 388    |

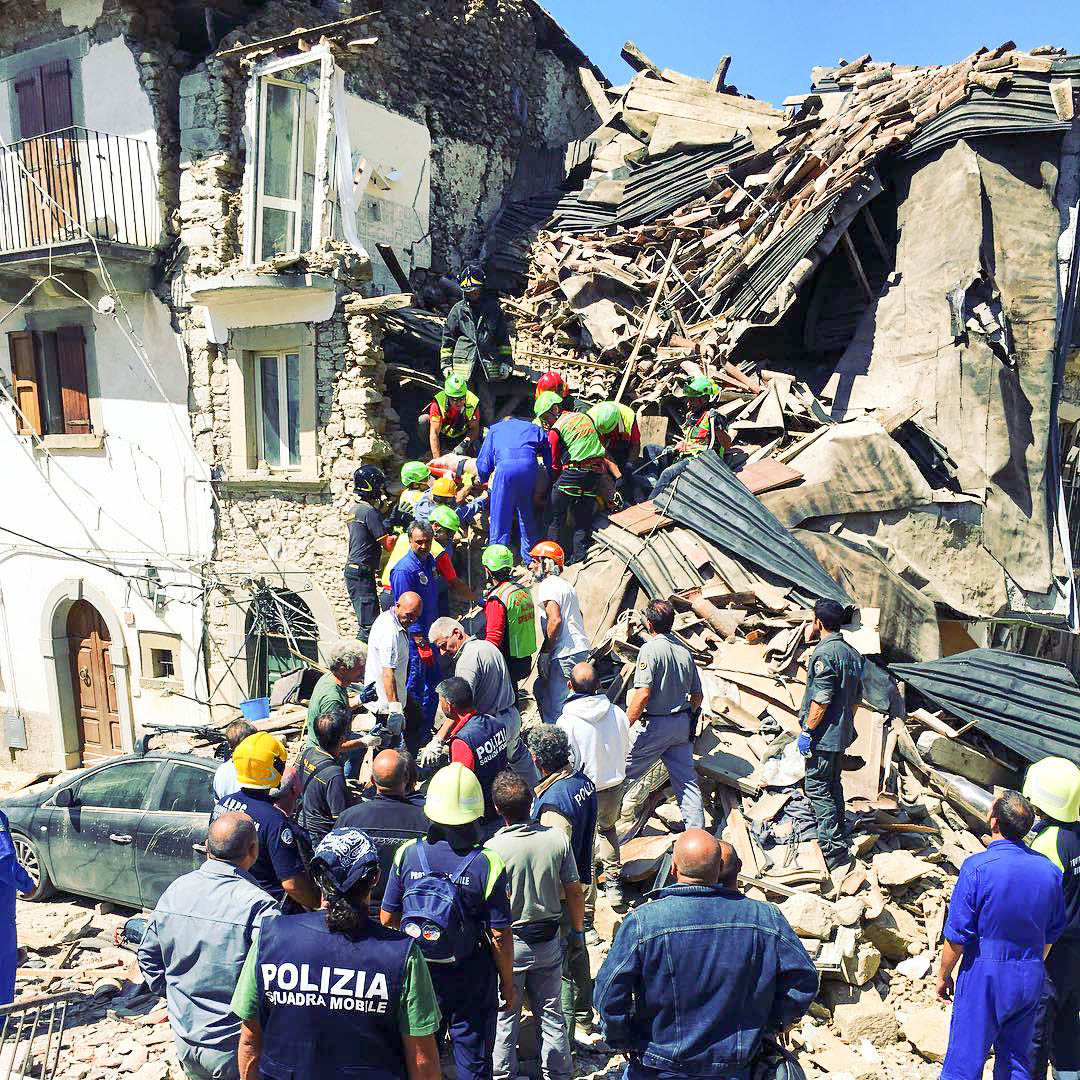
Estrazione di un sopravvissuto dalle macerie a Rio, frazione di Amatrice.

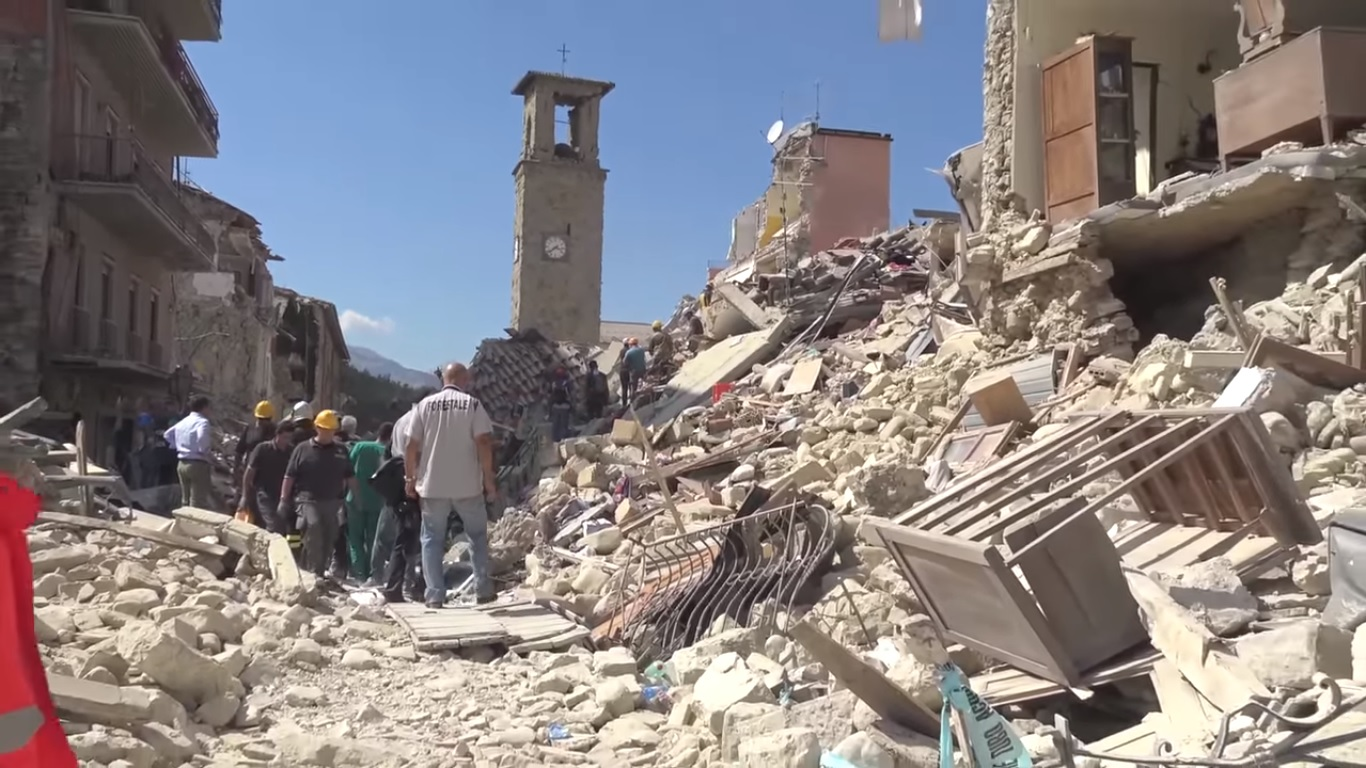
Il centro di Amatrice in macerie dopo il sisma del 24 agosto.

Le aree più colpite dagli eventi sismici sono l'alta valle del Tronto, sede del sisma di magnitudo 6,0 avvenuto il 24 agosto, e la zona dei monti Sibillini, tra Umbria e Marche, dove sono avvenute le scosse del 26 e del 30 ottobre. Ingenti sono i danni agli edifici residenziali, agli edifici pubblici, alle imprese, alle vie di comunicazione e ai beni culturali della zona.
La protezione civile riporta che le vittime sono state 299, mentre sono state estratte vive dalle macerie 238 persone (alcune delle quali sono decedute in seguito), 215 dai Vigili del Fuoco e 23 dal Soccorso Alpino  nazionale e della Guardia di Finanza. I feriti portati in ospedale sono invece 388.
Il numero delle vittime è stato particolarmente alto perché i territori colpiti, che d'inverno sono abitati da un modesto numero di residenti, erano in quel momento nel pieno della stagione turistica e ospitavano un numero molto maggiore di persone (specialmente Amatrice, dove tre giorni dopo si sarebbe dovuta tenere la sagra dell'amatriciana). Tra le vittime, infatti, si sono contati numerosi turisti ed ex residenti in villeggiatura nelle seconde case, provenienti soprattutto da Roma.

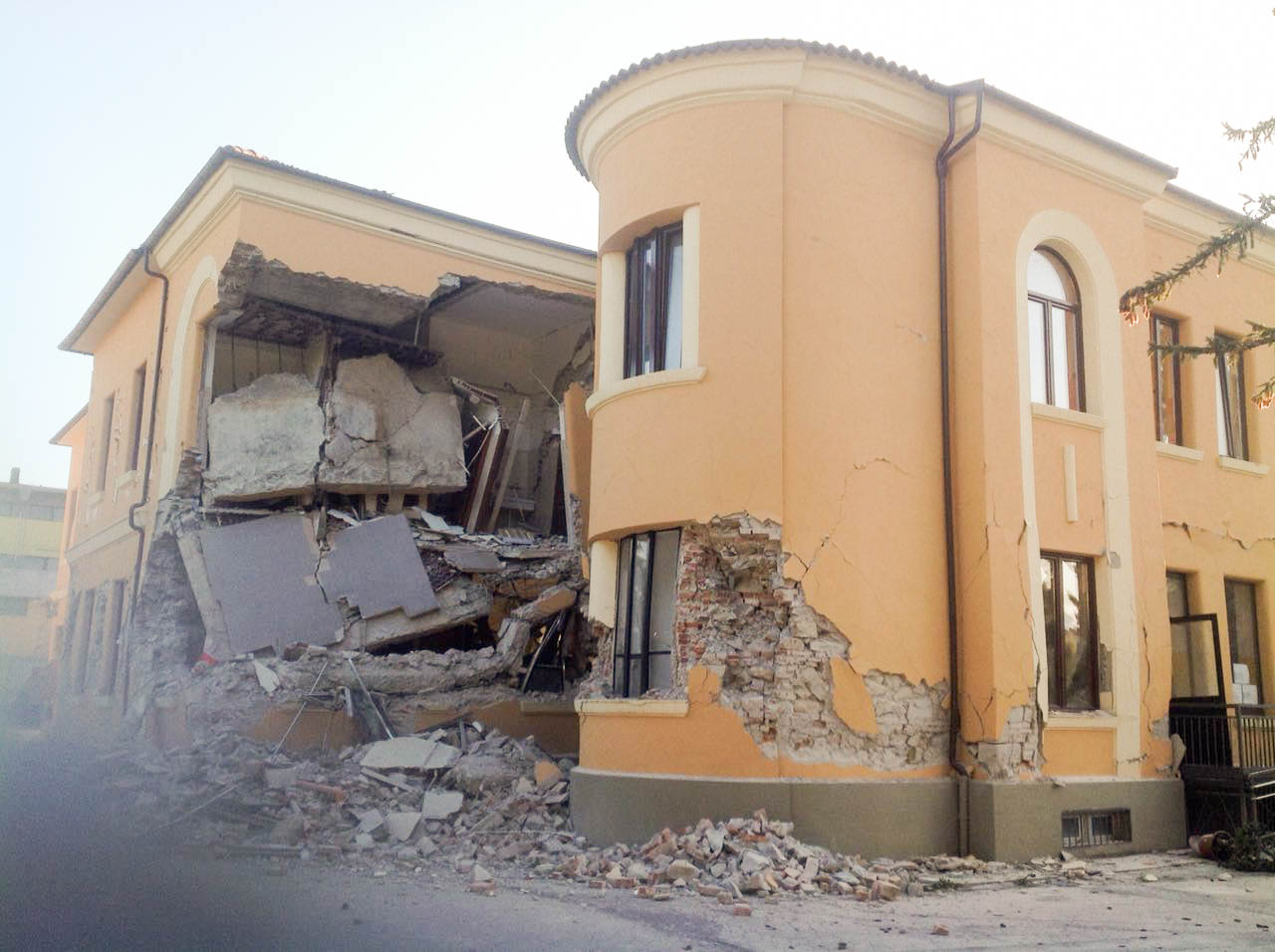
I danni alla scuola Romolo Capranica di Amatrice.

La scossa del 24 agosto, di magnitudo 6,0, distrusse i comuni di Amatrice (RI), Accumoli (RI) e Arquata del Tronto (AP), con le relative frazioni, in particolare Pescara Del Tronto, frazione di Arquata, che fu completamente rasa al suolo, anche a causa degli eventi dei mesi successivi, che causarono anche una grossa frana. Diversi furono i crolli e le lesioni anche in molti comuni circostanti, compresi sempre tra le provincie di Rieti (dove lo stesso capoluogo ebbe diverse lesioni) e Ascoli Piceno.
È stato gravemente danneggiato (e conseguentemente evacuato) il principale ospedale dell'area laziale-marchigiana, il "Francesco Grifoni" di Amatrice.
Tra le vie di comunicazione hanno subito danni: la strada statale 4 Via Salaria, che comunque è rimasta percorribile e ha costituito la principale direttrice per l'afflusso dei soccorsi, dove alcuni viadotti hanno subito spostamenti e in vari tratti la carreggiata è stata ristretta dalle frane; la strada regionale 260 Picente, che è stata chiusa dopo Configno per il danneggiamento del ponte Tre Occhi, con il traffico tra Amatrice e L'Aquila deviato sulla regionale 577 del Lago di Campotosto; inoltre sono stati chiusi ampi tratti della strada statale 685 delle Tre Valli Umbre. Buona parte della viabilità secondaria, tra cui molte delle strade di accesso ai paesi colpiti, è rimasta invece del tutto interrotta, costituendo un importante ostacolo all'arrivo dei soccorsi.
Il terremoto ha causato anche vasti danneggiamenti al patrimonio culturale della zona. Ad Amatrice la via principale del corso umbertino è diventata il simbolo della devastazione della scossa del 24 agosto: soltanto la torre civica con la campana è rimasta in piedi, assieme alla chiesa di Sant'Agostino, alle porte del centro, benché con la facciata parzialmente crollata. Ad Accumoli ci sono stati vari crolli nel centro storico, tra i quali quello più gravoso del campanile della chiesa parrocchiale. Molte frazioni del comune amatriciano sono risultate gravemente danneggiate. Anche il borgo di Arquata del Tronto è risultato gravemente danneggiato, con il crollo della chiesa parrocchiale e delle case del centro storico. Soltanto la Rocca di Arquata è stata interessata in maniera meno grave, con la caduta delle merlature delle torri.
In Abruzzo sono risultate inagibili delle case a Valle Castellana e Cortino, oltre al crollo di alcuni casali abbandonati.
A Roma, distante più di 100 km dall'epicentro, si sono create delle crepe nelle Terme di Caracalla, che avevano già sofferto degli effetti del terremoto dell'Aquila del 2009.
Secondo l'allora presidente del Consiglio dei ministri Matteo Renzi, i danni complessivi subiti sono quantificabili in una somma non inferiore a 4 miliardi di euro.

### Sisma del 26 ottobre 2016
Le due maggiori scosse di 5,4 e 5,9 hanno causato gravi danni ai comuni di Castelsantangelo sul Nera (con il crollo di alcune case, e parziale del campanile della chiesa di San Vittorino), Visso (crollo di alcune case al centro), Ussita (crollo di un complesso di cappelle del cimitero e di parte della facciata della chiesa di Santa Maria Assunta), crollo totale della chiesa di Santa Maria delle Grazie e della chiesa abbaziale di San Salvatore in frazione Campi di Norcia. Danni rilevanti ci sono stati anche nei comuni limitrofi. A Camerino è crollato il campanile del santuario di Santa Maria in Via, abbattendosi sopra una casa in cui, fortunatamente, al momento del crollo non vi era nessuno.

### Sisma del 30 ottobre 2016
La successiva scossa del 30 ottobre ha creato danni gravissimi al patrimonio artistico di Norcia, e infrastrutturale, come l'esondazione del fiume Nera sulla strada statale della Valnerina. Il simbolo dei danni di Norcia è la rovina quasi totale della Basilica di San Benedetto, di cui resta in piedi solo la facciata, così come le mura medievali, la Cattedrale, la semidistruzione della frazione di Castelluccio di Norcia e della Chiesa di Sant'Andrea di Campi. A causa delle frequenti scosse di terremoto, ad Amatrice si sono verificati nuovi danni, come il collasso del palazzo municipale, rimasto in piedi, e della sommità della torre civica al corso. Anche un lato della chiesa di Sant'Agostino è crollato, mentre una frana ha inghiottito una porzione del borgo di Arquata del Tronto, già pesantemente danneggiato dal sisma del 26 ottobre.
Con la scossa del 30 ottobre, inoltre, è stato ulteriormente danneggiato l'Ospedale "Vittorio Emanuele II" di Amandola, già danneggiato dalla scossa del 24 agosto, e lo stesso è stato dichiarato inagibile con la conseguente evacuazione e chiusura.

### Sisma del 18 gennaio 2017

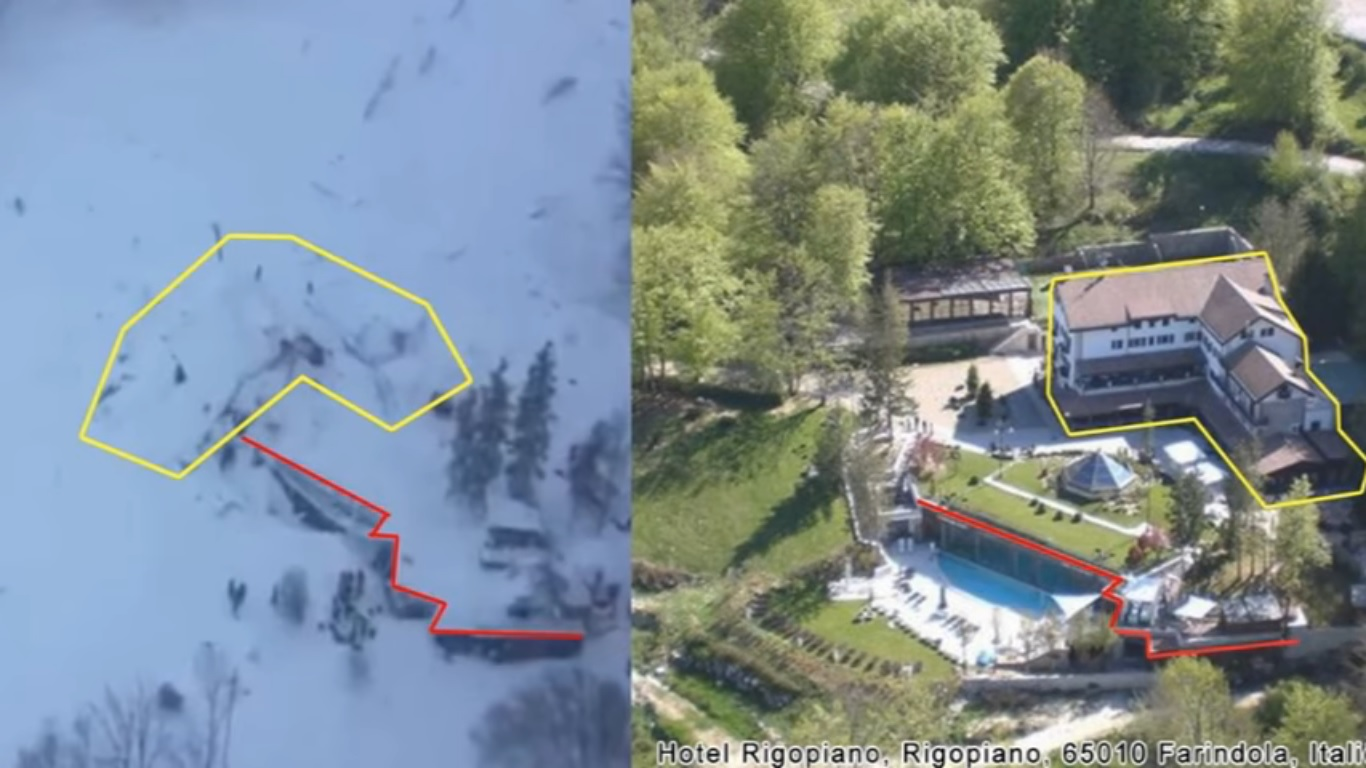
La slavina che ha inghiottito l'Hotel Rigopiano di Farindola (PE), il 18 gennaio 2017.

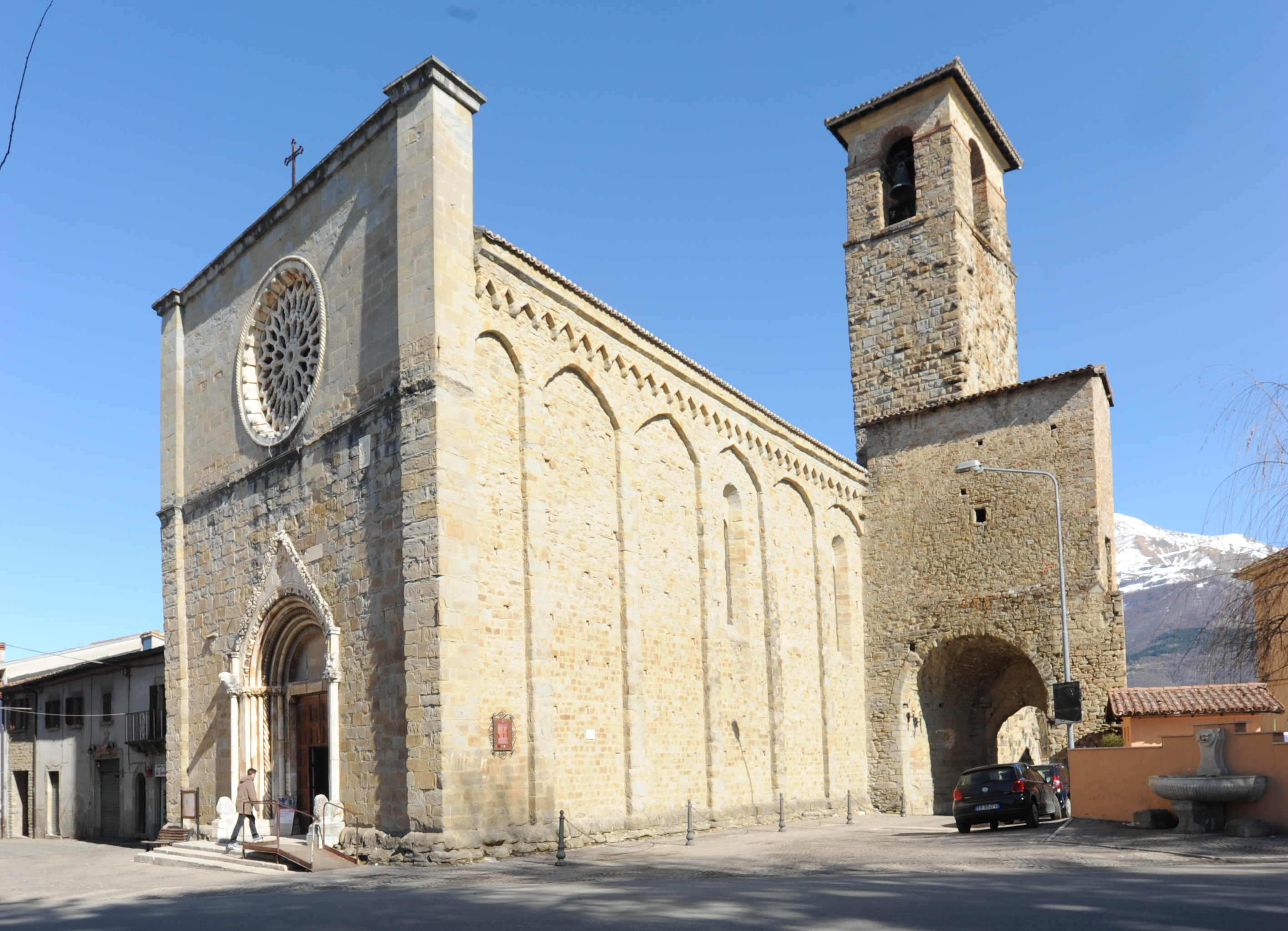
Chiesa di Sant'Agostino prima del Sisma 2016

Il sisma del 18 gennaio 2017 ha creato danni contenuti nei comuni di Montereale, Campotosto, Capitignano, Cortino e Valle Castellana. Campotosto è risultato il comune più colpito, con il crollo della torretta del palazzo municipale degli anni '50 e danni alla facciata della chiesa parrocchiale, già lesionata dal terremoto del 2009 e mai restaurata. Alcuni capannoni e rimesse di campagna sono crollate a Castel Castagna, dove si è registrata l’unica vittima del sisma uccisa dal crollo della sua stalla, complice il peso delle abbondanti nevicate avvenute in quei giorni. È considerato probabile (ma non dimostrato) che il terremoto abbia indirettamente provocato una slavina staccatasi dal Gran Sasso, in Abruzzo, la quale ha completamente distrutto un hotel a Rigopiano, nota località turistica del comune di Farindola, in provincia di Pescara, causando 29 morti e 11 feriti. All'Aquila invece non sono stati registrati danni. Ad Amatrice è crollato definitivamente il campanile della chiesa di Sant'Agostino.

## Gestione dell'emergenza e della ricostruzione

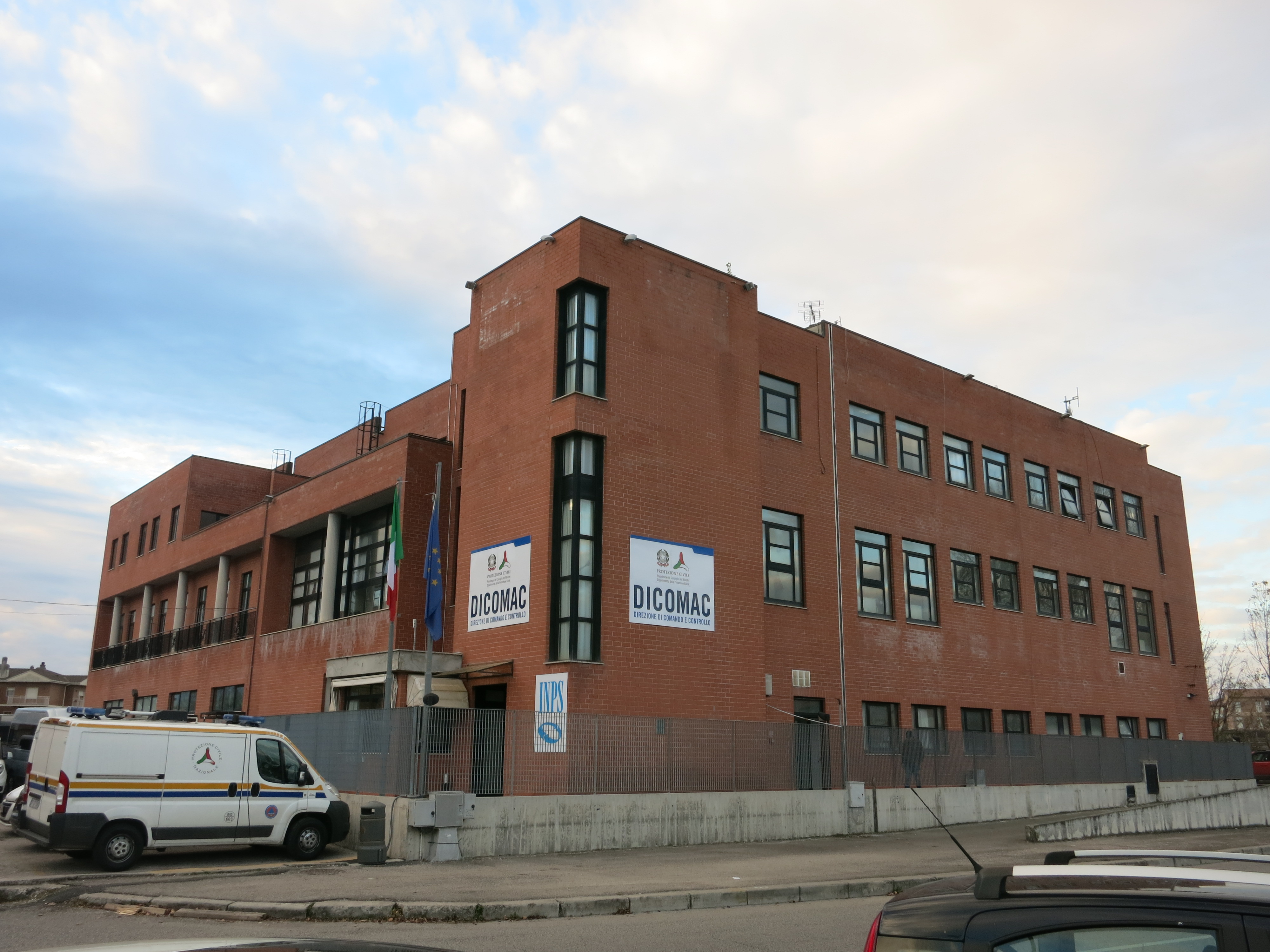
La sede della DI.COMA.C a Rieti

I primi soccorsi sono arrivati sui luoghi del sisma già a poche ore dalla scossa del 24 agosto, seppur con un certo ritardo nel raggiungere le frazioni più isolate a causa dei numerosi ponti crollati e delle strade ostruite dalle macerie. Il giorno seguente il numero totale di soccorritori messi in campo ammontava a 5 400 unità.
Il coordinamento nazionale della Protezione Civile è avvenuto inizialmente a Roma tramite il Comitato Operativo e, dal 28 agosto, tramite la Direzione di comando e controllo (DI.COMA.C) istituita a Rieti nell'edificio dell'INPS adiacente alla Questura.
Il 1º settembre il Presidente del Consiglio Matteo Renzi ha nominato commissario straordinario per la ricostruzione Vasco Errani, che aveva già ricoperto questo incarico a seguito del terremoto dell'Emilia del 2012. A metà novembre il commissariato è diventato operativo con sede a Rieti, nel palazzo dell'ex Banca d'Italia. Ad aprile del 2017 la DI.COMA.C. ha terminato le proprie attività, passando la gestione del post-terremoto alle quattro amministrazioni regionali.
Nella gestione della ricostruzione, il governo italiano ha scelto sin dall'inizio di allontanarsi dal cosiddetto "modello Bertolaso" (impiegato nel precedente terremoto dell'Aquila, caratterizzato da una gestione centralizzata e dal frequente ricorso a poteri straordinari) e di fare ricorso alle ordinarie procedure amministrative, decentrando le decisioni nei territori. Un'altra decisione, presa dietro forte richiesta dei sindaci del cratere, è stata quella di ricostruire i centri abitati dove erano, evitando la costruzione di new town per l'alloggiamento degli sfollati.
Tuttavia, nei mesi seguenti, i sindaci del cratere hanno denunciato la presenza di un'eccessiva burocrazia che ha rallentato la ricostruzione. A dieci mesi dalla prima scossa, infatti, erano state consegnate solo 400 "casette" (S.A.E., soluzioni abitative d'emergenza) sulle 3 800 richieste, mentre il 92% delle macerie attendeva ancora di essere rimosso.
All'inizio del 2018, secondo i dati della protezione civile, erano state consegnate ai sindaci 1 871 casette, sulle 3 691 richieste.

### Commissari straordinari
| N° | Immagine | Nome              | Durata mandato    | Durata mandato    | Partito                          | Nomina    |
| -- | -------- | ----------------- | ----------------- | ----------------- | -------------------------------- | --------- |
| 1° |          | Vasco Errani      | 1º settembre 2016 | 11 settembre 2017 | Partito Democratico Articolo Uno | Renzi     |
| 2° |          | Paola De Micheli  | 11 settembre 2017 | 4 ottobre 2018    | Partito Democratico              | Gentiloni |
| 3° |          | Piero Farabollini | 4 ottobre 2018    | 14 febbraio 2020  | Indipendente                     | Conte I   |
| 4° |          | Giovanni Legnini  | 14 febbraio 2020  | 31 dicembre 2022  | Indipendente                     | Conte II  |
| 5° |          | Guido Castelli    | 3 gennaio 2023    | in carica         | Fratelli d'Italia                | Meloni    |

## Inchieste giudiziarie
All'indomani della prima scossa, la procura di Rieti ha aperto un'indagine relativa al crollo di circa 70 edifici, tra cui ad Amatrice la scuola "Romolo Capranica", l'hotel Roma e due case popolari, e ad Accumoli il campanile che è crollato su una casa uccidendo la famiglia che vi abitava. L'inchiesta, che ipotizza il reato di disastro colposo e omicidio colposo, ha il compito di far luce sugli interventi di miglioramento sismico effettuati su alcuni degli edifici con i fondi stanziati in seguito ai terremoti del 1997 e del 2009.. Il primo processo per i crolli verificatisi ad Amatrice la notte del 24 agosto 2016, si è concluso in primo grado l'8 settembre 2020. Il Tribunale di Rieti, accogliendo le richieste della Procura, ha condannato tutti gli imputati per il crollo delle case popolari di Amatrice sotto le cui macerie furono rinvenuti i corpi di 18 persone.
.
Il 4 giugno 2021, invece, un altro processo, quello relativo al crollo del campanile della chiesa di Accumoli, che causò la morte di un intero nucleo familiare, si è concluso, sempre in primo grado, con una sentenza di assoluzione, perché il fatto non sussiste, per 5 dei 7 imputati, mentre per gli altri due, tra i quali il sindaco di Accumoli, l'assoluzione avviene perché il fatto non costituisce reato.
Viene inoltre aperto un fascicolo anche nei riguardi della RSA di Amandola, costruita nel 2008 e inaugurata nel 2014, risultata gravemente danneggiata e inagibile sin dal 24 agosto. Al momento risultano indagati il responsabile dei lavori di realizzazione e la ditta appaltatrice.
A febbraio del 2017 la chiusura del filone accumolese delle indagini ha portato all'inserimento nella lista degli indagati di quindici persone, tra cui il sindaco di Accumoli e l'ex vescovo di Rieti Delio Lucarelli.

## Cratere degli eventi sismici
A seguito del terremoto del 24 agosto con il decreto-legge 17 ottobre 2016, n. 189, in materia di Interventi urgenti in favore delle popolazioni colpite dal sisma del 24 agosto 2016, viene compilato un primo elenco di 62 centri indicati dal governo e inseriti nel cratere del sisma descritti nell'allegato 1 del citato decreto, a cui, successivamente al terremoto del 30 ottobre, con decreto-legge n. 205 che viene fatto confluire nel primo, viene aggiunto un secondo elenco di 69 comuni descritti nell'allegato 2 della legge di conversione 15 dicembre 2016, n. 229 del citato decreto, per un totale di 131 comuni.

### Comuni del cratere dopo il 24 agosto 2016
- Abruzzo
  - Area Alto Aterno – Gran Sasso Laga:
Campotosto (AQ); Capitignano (AQ); Montereale (AQ); Rocca Santa Maria (TE); Valle Castellana (TE); Cortino (TE); Crognaleto (TE); Montorio al Vomano (TE).
- Lazio
  - Sub ambito territoriale Monti Reatini:
Accumoli (RI); Amatrice (RI); Antrodoco (RI); Borbona (RI); Borgo Velino (RI); Castel Sant'Angelo (RI); Cittareale (RI); Leonessa (RI); Micigliano (RI); Posta (RI).
- Marche
  - Sub ambito territoriale Ascoli Piceno – Fermo:
Amandola (FM); Acquasanta Terme (AP); Arquata del Tronto (AP); Comunanza (AP); Cossignano (AP); Force (AP); Montalto delle Marche (AP); Montedinove (AP); Montefortino (FM); Montegallo (AP); Montemonaco (AP); Palmiano (AP); Roccafluvione (AP); Rotella (AP); Venarotta (AP).
  - Sub ambito territoriale Nuovo Maceratese:
Acquacanina (MC); Bolognola (MC); Castelsantangelo sul Nera (MC); Cessapalombo (MC); Fiastra (MC); Fiordimonte (MC); Gualdo (MC); Penna San Giovanni (MC); Pievebovigliana (MC); Pieve Torina (MC); San Ginesio (MC); Sant'Angelo in Pontano (MC); Sarnano (MC); Ussita (MC); Visso (MC).
- Umbria
  - Area Val Nerina:
Arrone (TR); Cascia (PG); Cerreto di Spoleto (PG); Ferentillo (TR); Montefranco (TR); Monteleone di Spoleto (PG); Norcia (PG); Poggiodomo (PG); Polino (TR); Preci (PG); Sant'Anatolia di Narco (PG); Scheggino (PG); Sellano (PG); Vallo di Nera (PG).

### Comuni aggiunti al cratere dopo i sismi del 26 e del 30 ottobre 2016
- Abruzzo
  - Campli (TE); Castelli (TE); Civitella del Tronto (TE); Torricella Sicura (TE); Tossicia (TE); Teramo.
- Lazio
  - Cantalice (RI); Cittaducale (RI); Poggio Bustone (RI); Rieti; Rivodutri (RI).
- Marche
  - Apiro (MC); Appignano del Tronto (AP); Ascoli Piceno; Belforte del Chienti (MC); Belmonte Piceno (FM); Caldarola (MC); Camerino (MC); Camporotondo di Fiastrone (MC); Castel di Lama (AP); Castelraimondo (MC); Castignano (AP); Castorano (AP); Cerreto d'Esi (AN); Cingoli (MC); Colli del Tronto (AP); Colmurano (MC); Corridonia (MC); Esanatoglia (MC); Fabriano (AN); Falerone (FM); Fiuminata (MC); Folignano (AP); Gagliole (MC); Loro Piceno (MC); Macerata; Maltignano (AP); Massa Fermana (FM); Matelica (MC); Mogliano (MC); Monsampietro Morico (FM); Montappone (FM); Monte Rinaldo (FM); Monte San Martino (MC); Monte Vidon Corrado (FM); Monte Cavallo (MC); Montefalcone Appennino (FM); Montegiorgio (FM); Monteleone di Fermo (FM); Montelparo (FM); Muccia (MC); Offida (AP); Ortezzano (FM); Petriolo (MC); Pioraco (MC); Poggio San Vicino (MC); Pollenza (MC); Ripe San Ginesio (MC); San Severino Marche (MC); Santa Vittoria in Matenano (FM); Sefro (MC); Serrapetrona (MC); Serravalle di Chienti (MC); Servigliano (FM); Smerillo (FM); Tolentino (MC); Treia (MC); Urbisaglia (MC).
- Umbria
  - Spoleto (PG).

## Azioni di solidarietà

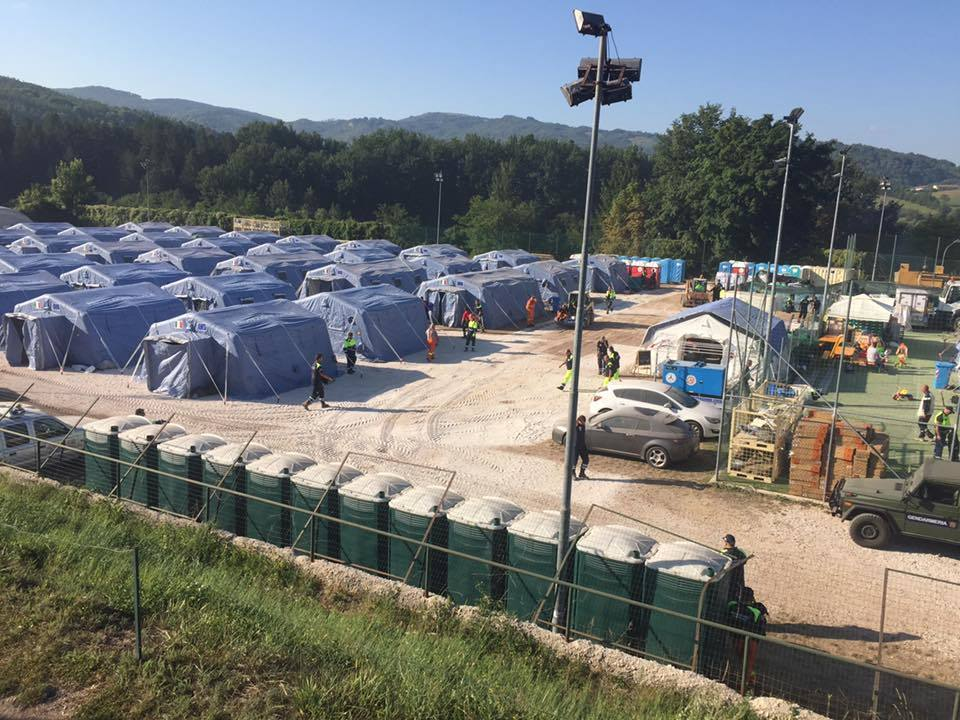
La tendopoli di Amatrice

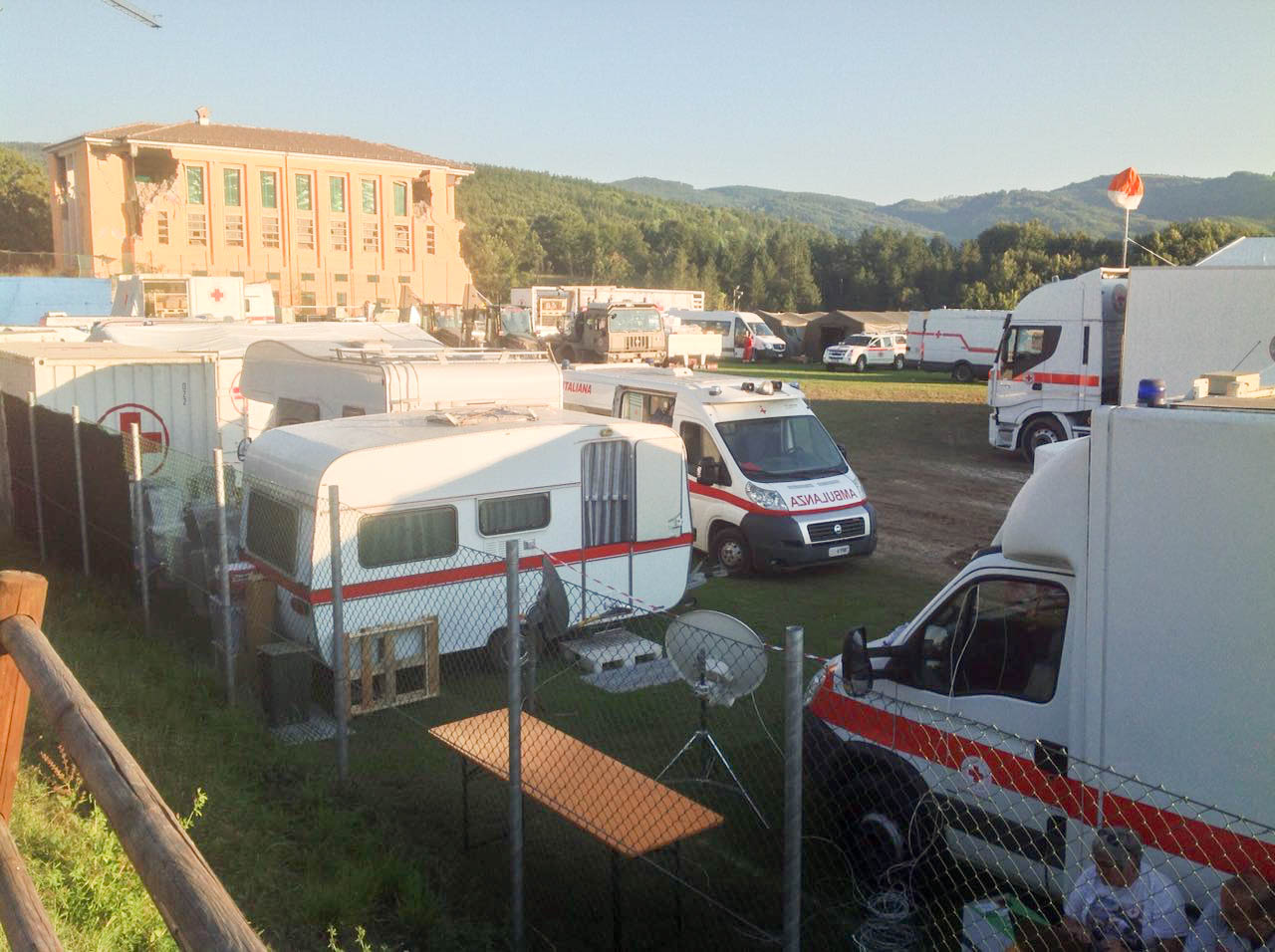
Il campo di assistenza sanitaria allestito ad Amatrice

### Aiuti dall'Italia
Il giorno del sisma, il Dipartimento della Protezione Civile, d'intesa con gli operatori di telefonia, ha attivato il numero 45500 a sostegno delle popolazioni colpite dal terremoto. Grazie agli sms pervenuti sono stati raccolti 34 660 067,15 euro. La raccolta fondi, attiva dal 24 agosto all'8 ottobre, è stata gestita da un comitato di garanti nominati dal capo dipartimento in accordo con i presidenti delle regioni coinvolte. Il compito del comitato sarà quello di valutare le proposte delle regioni per l'utilizzo dei fondi e di garantire la trasparenza nella gestione dei fondi. In seguito alla successive scosse di ottobre, il numero solidale è stato ripristinato e sono stati raccolti altri 4,4 milioni di euro, il numero poi è stato riattivato una terza volta dal 31 dicembre e sono stati raccolti ulteriori 3,4 milioni di euro; tramite bonifici, inoltre, sono stati raccolti dalla Protezione Civile 8,6 milioni di euro al 14 febbraio.
Parallelamente è stata lanciata la raccolta fondi «Un aiuto subito – Terremoto Centro Italia 6,0» promossa dal Corriere della Sera insieme con il TG LA7 e TIM, che è stata attiva da agosto fino alla fine di novembre. Al 12 novembre si era giunti alla cifra di 1 152 000 di euro.
Subito dopo il terremoto è anche partita la raccolta fondi «La Rinascita ha il cuore giovane» promossa da Legambiente assieme a numerosi partner con lo scopo di aiutare i giovani imprenditori colpiti dal sisma nella fase di ripresa delle loro attività. La campagna è la prima in Italia che si è dotata di un portafoglio multifirma per una raccolta di fondi trasparente mediante la tecnologia blockchain di bitcoin; sono stati raccolti 64 000 euro. Inoltre sono stati donati un totale di 6,4 bitcoin al 19 febbraio 2017 che equivalevano all'incirca a 6435 euro.
Nel 2017 il Grande Oriente d'Italia ha firmato il progetto «Diamo la luce ai ragazzi di Norcia» per realizzare l'impianto di illuminazione del campo sportivo di Norcia.

## Interventi normativi
A seguito degli eventi sismici, fu approvato il D.L. 17 ottobre 2016, n. 189 - "Interventi urgenti in favore delle popolazioni colpite dagli eventi sismici del 2016, convertito in Legge 15 dicembre 2016, n. 229 (GU Serie Generale n. 294 del 17-12-2016).
Il D.L. 28 settembre 2018, n. 109, (approvato dal Governo a seguito del crollo del Ponte Morandi di Genova), e in attesa della legge di conversione, ha introdotto modifiche e integrazioni mediante il Capo IV, dal titolo "Misure urgenti per gli eventi sismici verificatisi in Italia centrale negli anni 2016 e 2017".
Il decreto abroga il potere del commissario straordinario e dei vice-commissari di assicurare il "monitoraggio degli aiuti previsti dal presente decreto al fine di verificare l'assenza di sovracompensazioni nel rispetto delle norme europee e nazionali in materia di aiuti di stato", potere che viene limitato a favore degli interventi di ricostruzione di opere pubbliche.

Viene disposta la nomina di un nuovo Commissario, da parte della Presidenza del Consiglio,  l'impignorabilità dei fondi statali erogati "a soggetti pubblici e privati", purché "depositati su singoli conti correnti bancari a tal fine attivati e intestati alla gestione del Commissario delegato o straordinario" (artt. 38 e 39).
In attuazione delle leggi n.89 e 108 del 2008, l'Autorità di Regolazione per Energia Reti e Ambiente ha adottato la delibera 587/2018/R che proroga fino al 2018 la sospensione dei termini di pagamento delle fatture di acqua , energia e gas, a favore delle famiglie e delle piccole imprese interessate dal terremoto del 24 agosto 2016 e successivi.